# 女の劇場
『女の劇場』（おんなのげきじょう）は、1977年3月7日から同年10月28日まで日本テレビ系列局が編成していた日本テレビ製作のテレビドラマ枠である。花王石鹸（現・花王）の一社提供。編成時間は毎週月曜 - 金曜 13:30 - 13:55 （日本標準時）。日テレ制作による帯ドラマは再放送、箱コーナーを除くと現在のところ、1977年が最後である。だが、44年ぶり（読売テレビ制作帯ドラマ『朝の連続ドラマ』終了からは27年ぶり）に「箱コーナー」としてだが日テレ制作による帯ドラマを早朝のワイド情報番組『ZIP!』内で復活する『ZIP!ドラマ』も記載する。

## 概要
『愛のサスペンス劇場』をリニューアルした昼ドラ枠で、引き続き女性が主人公のサスペンスドラマ→コメディードラマを放送。日テレ制作による帯ドラマが1か月につき1作品の放送ペースであったのに対し、本枠は2か月につき1作品を放送していた。
しかし、4本目を放送し終えたところで固有枠名が消失し、次番組『うどん一代』（よみうりテレビ制作昼の帯ドラマ）とさらにその次の『おてんば人生』（日本テレビ製作）は共に枠名無しの状態でドラマが放送され、1978年10月放送開始の『スター（秘）訪問!!』からはバラエティ枠になった。
また、花王石鹸の一社提供は『うどん一代』まで続いたが、『おてんば人生』で同社を含む複数社提供へ移行した。
系列局の内、秋田放送・山形放送・北日本放送・福井放送・南海放送の5局は、後に平日13時台後半枠のネットを打ち切った上で同じ花王石鹸一社提供である『花王愛の劇場』（TBS）の遅れネットに切り替えたため、平日13時台後半枠における花王石鹸一社提供枠が復活する形となった（秋田放送と福井放送は複数社提供移行後も花王一社提供を継続。平日13時台後半枠における放送は2007年3月まで、枠自体も2009年4月終了）。

## 放送作品一覧
| タイトル       | 放映期間              | 制作会社       | 原作                      | 脚本              | 監督     | 主演女優   |
| -------------- | --------------------- | -------------- | ------------------------- | ----------------- | -------- | ---------- |
| 佐渡加茂湖心中 | 1977.3.7～1977.4.29   | C.A.L          | 松田昭三                  | 津田幸夫          |          | 馬淵晴子   |
| 犯される       | 1977.5.2～1977.7.1    |                | 佐治乾                    | 須川栄三          | 井上芳夫 | 服部妙子   |
| 愛ある限り     | 1977.7.4～1977.8.26   | ユニオン映画   |                           | 田村多津夫 篠崎好 | 田中重雄 | 榊原るみ   |
| 赤帽かあちゃん | 1977.8.29～1977.10.28 | 歌舞伎座テレビ | 竹内勇太郎 「女侠曼荼羅」 | 竹内勇太郎        | 番匠義彰 | 江利チエミ |

## 参考資料
- 放送学研究28 別冊2 日本のテレビ編成 午後の時間帯（日本放送出版協会）
- テレビドラマデータベース

## ZIP!ドラマ
『女の劇場』終了で日テレ制作の帯ドラマの系譜は長らく中断するが、早朝のワイド情報番組『ZIP!』が番組枠内で、43年ぶりに不定期で連続放送。
第1作の『生田家の朝』以来、中断するが第2作はワイド番組箱コーナーでの帯ドラマは2021年12月に放送された『めざドラ』（『めざましテレビ』枠内、タイトルは『めぐる』）以来、2か月ぶりである。第4作『クレッシェンドで進め』以降は第1週月曜日からの放送。
- 生田家の朝：普通の家族におきたハプニングの話。
- 主題歌：福山雅治「いってらっしゃい」
- 放送時間：2018年12月10日（火）～26日（水）、2019年10月1日（火）～21日（月）、10月22日（火）～28日（月）の7時52分頃から7分間。全33話。
- サヨウナラのその前に：隕石衝突による地球最後の31日間を、月曜から金曜まで5人の主役がリレー形式でつなぐ、チェーンストーリードラマとなっている。
- 主題歌：BE:FIRST「Bye-Good-Bye」
- 放送時間：2022年3月1日（火）～31日（木）の月～金、7:50頃から約8分ずつ放送。全23回。
- 出演者：「月曜の引きこもり」佐藤開…西岡星汰、「火曜日の男子高生」椿木空…奥平太兼、「水曜日の女子高生」観月美希…南沙良、「木曜日の物理教師」渡会実…北村一輝、「金曜日の喫茶店主」金島陽子…真木よう子、陽子の彼氏・橘雄一…梶裕貴。

- 泳げ！ニシキゴイ：漫才コンビ「錦鯉」の半生と、2人の実家家族を描いたドラマ。
- 主題歌：不明
- 放送時間：2022年7月19日（火）～9月16日（金）の月～金、7:50頃から約8分ずつ放送。全44話。
- クレッシェンドで進め：受験が迫るとある高校3年生がその傍らでコーラス大会に挑む。
- 主題歌：不明
- 放送時間：2022年10月17日（月）～12月16日（金）の月～金、7:50頃から約5分ずつ放送。全45話。
- パパとなっちゃんのお弁当：シングルファーザーが高校に通う娘のために弁当作りで悪戦苦闘。
- 主題歌：不明
- 放送時間：2023年1月16日（月）～3月17日（金）の月～金、7:50頃から約5分ずつ放送。